# Белые рабы: Броненосец «Севастополь»
«Белые рабы: Броненосец „Севастополь“» — немецкий фильм 1937 года режиссёра Карла Антона. В годы войны шёл в Германии под названием «Красные звери». Фильм был задуман как антикоммунистический ответ на советский фильм «Броненосец „Потёмкин“».

## Сюжет
Петербург, 1917 год, назревает революция. В порт возвращается из похода броненосец «Севастополь», и офицеры на его борту с нетерпением ждут вечера, чтобы устроить бал. Граф Константин Волков — Костя, один из офицеров корабля, — особенно взволнован возвращением: он влюблён в Марию, дочь губернатора.
Палуба корабля готовится для устройства на ней бала, однако революционеры во главе с камердинером губернатора Борисом планируют захватить корабль. Они проникают на корабль под видом членов экипажа, и когда гости прибывают на бал, революционеры окружают и убивают многих из них, а также безоружных офицеров, а избитого до потери сознания Костю бросают за борт.
Захватив корабль, революционеры направляют его орудия на город, и власти вынуждены сдаться революционерам, которые предаются оргии изнасилований, убийств и грабежей.
Марии и её родителям удаётся сбежать с корабля с помощью верного денщика Кости — Ивана. Мать Марии умирает от ран, но она сама с отцом скрываются в портовой таверне-борделе, которым управляет подруга Ивана Зинаида. Отец Марии, бывший губернатор — теперь растерянный и сломленный человек, неспособный принять то, что произошло.
Тем временем Борис ищет Марию, к которой давно питал доселе безнадёжное желание. Теперь он хочет ей завладеть. Борис выслеживает Марию в таверне, открывает ей, что он лидер революционеров, и сообщает ей о своём давнем желании быть с ней, но говорит, что он хочет её только в том случае, если она согласится по своей собственной воле, и уходит.
Мария получает сообщение от Кости, который выжил и теперь организует борьбу с революционерами. Борис заманивает ведущих контрреволюционеров в ловушку, но Косте удаётся бежать. Он и группа его сторонников отвоёвывают линкор и нападают на крепость, в которой революционеры держат заключенных.
Полагая, что Костя всё ещё в плену, Мария навещает Бориса, чтобы умолять его о сохранении жизни Кости. Пьяный Борис пытается изнасиловать её, но тут внезапно входит отец Марии, убивает Бориса, но сам раненный Борисом, падает замертво.
В битве за крепость пленные освобождаются и отправляются на линкор, но прежде чем покинуть порт, они взрывают крепость, убивая большинство революционеров.
Стоя на палубе корабля, Мария и Костя оглядываются на город, понимая, что они должны покинуть свою страну, но перед ними весь мир.

## В ролях
В главных ролях:
- Карл Джон — Константин Волков, офицер, граф
- Вернер Хинц — Борис, камердинер губернатора, революционер
- Камилла Хорн — Мария, дочь губернатора

В остальных ролях:
- Теодор Лоос — губернатор
- Габриель Хоффман — Анастасия, жена губернатора
- Фриц Кэмперс — Иван, слуга князя Волкова
- Агнес Штрауб — Зинаида, подруга Ивана, хозяйка портовой таверны-борделя
- Ханс Штибнер — советский комиссар
- Александр Ингел — Турбин
- Вилли Шур — Никитин
- Вернер Пледаф — Панин
- Татьяна Зайс — шансонетка

## История
В 1933 году Йозеф Геббельс публично высказал восхищение фильмом Сергея Эйзенштейна «Броненосец „Потёмкин“» и намекнул на возможность создания «идеологического» ответа. Рабочее название картины было «Броненосец „Севастополь“», и как отметил в 2001 году австрийский киновед Кей Венигер (Kay Weniger), этим фильмом режиссёр Карл Антон

услужил вождям коричневорубашечников грубой антикоммунистической нацистской репликой советско-русского революционного фильма «Броненосец „Потёмкин“».
Оригинальный текст (нем.)Regisseur: Karl Anton „diente sich den braunen Machthabern mit einer plump antikommunistischen NS-Replik … auf den sowjetrussischen Revolutionsfilm „Panzerkreuzer Potemkin“ an“
— Das große Personenlexikon des Films, 2001 год
Сценарий был написан любимцем Геббельса журналистом Феликсом фон Эккардтом, автором ряда сценариев пропагандистских фильмов, и преподносился как основанный на реальных фактах — записях на тот момент уже умершего немецкого журналиста Чарли Лорингофа, в годы Первой мировой войны воевавшего на Восточном фронте в России.
Фильм рекламировался как «великий документальный фильм из России времён революции Керенского».
Премьера фильма в Германии состоялась 5 января 1937 года, через полгода его показали в США.
Фильм был очень успешным в прокате и непрерывно показывался в немецких кинотеатрах до августа 1939 года, когда он был отозван только по политическим причинам в результате Договора о ненападении между Германией и Советским Союзом, но после немецкого вторжения в Советский Союз в июне 1941 года фильм снова стали показывать в немецких кинотеатрах, но уже под новым названием «Красные звери» («Rote Bestien») вплоть до его запрета в 1945 году Союзными военными властями.

## Съёмки
Натурные съёмки фильма проходили в Югославии. Броненосец «Севастополь» в фильме изображает югославский эсминец «Дубровник» (через пять лет после съёмок — в апреле 1941 года — Германия нападёт на Югославию, и эсминец будет захвачен и войдёт в состав Кригсмарине под названием «Torpedoboot Ausland 32»).

## Критика
Масштабная картина диких приключений на фоне революции в российском портовом городе в 1917 году.
 Топорная антикоммунистическая тенденция позволяет обнаружить направление движения Третьего Рейха.
Оригинальный текст (нем.)Ein groß angelegtes, wildes Abenteuergemälde vor dem Hintergrund der Revolution in der russischen Hafenstadt im Jahre 1917.
 Die plumpe antikommunistische Tendenz läßt die Marschrichtung des Dritten Reichs" erkennen.
— Lexikon des internationalen Films, 2019 год
Киновед А. В. Фёдоров, разбирая фильм, отметил, что его идеологический и политический контекст дают ясно ощутимый пропагандистский посыл, направленный на убеждение зрителя в том, что величие и культура России остались в прошлом; после 1917 года сочувствие могут вызывать только русские, пострадавшие от большевиков и эмигрировавшие на Запад; большевики осуществляют массовый террор; вооружённое сопротивление большевикам оправдано и необходимо. При этом ценности положительных персонажей близки к «общеевропейским», а персонажами-большевиками чётко проявлены коммунистические ценности вкупе с ориентацией на атеизм, террор и насилие:

В фильме «Броненосец „Севастополь“», как и у С. Эйзенштейна «Броненосец „Потёмкин“», на корабле тоже восставали матросы. Но это событие было подано с противоположным знаком — восстание на броненосце «Севастополь» поднимают злобные и жестокие большевики, которые убивают благородных офицеров, священников, насилуют женщин, жгут православные иконы… Но, слава Богу, находится русский офицер, граф Константин Волков… В финале фильма граф Волков произносит концептуальную фразу «Броненосца „Севастополь“»: «Эта беда касается не только России. Враги цивилизации должны быть уничтожены. Борьба продолжается!».— киновед А. В. Фёдоров, 2013 год